# Cadre-47/2-Europameisterschaft der Junioren 1977/78

Logo CEB (ausrichtender Verband)

Die Cadre-47/2-Europameisterschaft der Junioren 1978 war das 2. Turnier in dieser Disziplin des Karambolagebillards und fand vom 30. März bis zum 2. April 1978 in Neunkirchen statt. Die Meisterschaft zählte zur Saison 1977/78.

## Geschichte
Jos Bongers, der Vize-Meister des Vorjahres, sicherte sich in Neunkirchen diesmal den Titel. Zweiter wurde der Belgier Jan van de Ouwelandt vor Jan Arnouts. Norbert Ohagen, vor Turnierbeginn als Mitfavorit gehandelt, verbesserte den Europarekord in der Höchstserie auf 194.

## Modus
Gespielt wurde in einer Finalrunde „Jeder gegen Jeden“ bis 200 Punkte.
1. MP = Matchpunkte
2. GD = Generaldurchschnitt
3. HS = Höchstserie

## Finalrunde
| MP    | Match Points (Sieger = 2; Unentschieden = 1; Verlierer = 0) |
| Pkte. | Erzielte Karambolagen                                       |
| Aufn. | Benötigte Versuche                                          |
| GD    | Generaldurchschnitt                                         |
| BED   | Bester Einzeldurchschnitt eines Spielers                    |
| HS    | Höchstserie                                                 |
|       | Bester GD des Turniers                                      |
|       | Bester ED des Turniers                                      |
|       | Beste HS des Turniers                                       |
|       | 1. Platz (Gold)                                             |
|       | 2. Platz (Silber)                                           |
|       | 3. Platz (Bronze)                                           |

| Platz                      | Name                 | MP   | Pkte | Aufn. | GD    | BED    | HS  |
| -------------------------- | -------------------- | ---- | ---- | ----- | ----- | ------ | --- |
| 1                          | Jos Bongers          | 12:2 | 1290 | 50    | 25,80 | 50,00  | 143 |
| 2                          | Jan van de Ouwelandt | 10:4 | 1018 | 46    | 28,65 | 100,00 | 173 |
| 3                          | Jan Arnouts          | 10:4 | 1153 | 58    | 19,87 | 50,00  | 156 |
| 4                          | Marc de Sutter       | 10:4 | 1123 | 59    | 19,03 | 40,00  | 158 |
| 5                          | Fonsy Grethen        | 6:8  | 1250 | 54    | 23,14 | 33,33  | 100 |
| 6                          | Norbert Ohagen       | 6:8  | 993  | 49    | 20,26 | 100,00 | 194 |
| 7                          | Christian Zöllner    | 2:12 | 611  | 46    | 13,28 | 22,22  | 85  |
| 8                          | Louis Edelin         | 0:14 | 612  | 56    | 10,92 | -      | 57  |
| Turnierdurchschnitt: 19,97 |                      |      |      |       |       |        |     |